# Circuit de Folembray
Het Circuit de Folembray is een racecircuit in het noorden van Frankrijk in Folembray tussen Parijs en Rijsel. Het is een klein circuit dat vooral populair is bij motorrijders.
Naast het asfaltcircuit ligt ook een 3,5km lang parcours voor 4x4-voertuigen.